# ورخة
الورخة (باللاتينية: Klasea) جنس نباتي ينتمي إلى الفصيلة النجمية. يضم هذا الجنس أكثر من ثلاثين نوعًا.

## من أنواعهاالواطنةفيالوطن العربي
- الورخة سرنتية الأوراق (باللاتينية: Klasea cerinthifolia) في بلاد الشام وقبرص وتركيا
- الورخة القزمة (باللاتينية: Klasea pusilla) في بلاد الشام
- الورخة قليلة الرؤوس (باللاتينية: Klasea oligocephala) في بلاد الشام وتركيا
- ورخة موترد (باللاتينية: Klasea mouterdei) في بلاد الشام